# Стрельбицький Микола Павлович
Стрельбицький Микола Павлович (1 серпня 1949, с. Майдан-Голенищівський Летичівського р-ну Хмельницької обл.) — доктор юридичних наук, професор, академік, генерал-майор, віце-президент Міжнародної академії богословських наук.